# PZL P.1
El PZL P.1 era un caza monoplaza diseñado y fabricado en Polonia por la fábrica estatal PZL. Aunque no pasó de la fase de prototipo, el rasgo más significativo de este diseño fue la entonces inusual planta alar inventada por el diseñador del avión, el ingeniero Zygmunt Puławski y que precedió a la serie de cazas con alas de gaviota PZL P.7, P.11 y P.24. Fue el primer diseño de caza realizado en Polonia y de construcción metálica.

## Historia y desarrollo
Una de las primeras tareas de la recién creada en 1928, compañía aeronáutica estatal Państwowe Zakłady Lotnicze (PZL) fue diseñar un caza moderno para la Fuerza Aérea Polaca. Como resultado, de un requerimiento del Departamento de Aviación del Ministerio de Defensa a PZL, un equipo de construcción liderado por el joven diseñador Zygmunt Puławski comenzó los trabajos y diseñó un caza monoplano de ala alta de estructura totalmente metálica (el primero en Polonia) propulsado por un motor lineal Hispano-Suiza 12L. Se buscó mejorar el rendimiento, especialmente la velocidad de vuelo, y mejorar la visibilidad desde la cabina del piloto; para ello se utilizó una ingeniosa solución en el avión: un ala alta con el perfil característico del ala de una gaviota. El contorno trapezoidal del ala, estrechado en el fuselaje con deflexión simultánea de la parte media del perfil aerodinámico hacia la parte inferior del casco, proporcionaba una excelente visibilidad hacia adelante y hacia arriba; tal tipo de ala pasó a ser conocida internacionalmente como ala Puławski o ala polaca; posteriormente su diseño fue copiado en algunos otros países. Otra idea nueva, eran los aterrizadores principales con forma de tijera, con amortiguadores oleoneumáticos incorporados.
La construcción del prototipo PZL P.1/I se inició en enero de 1929 y fue volado en agosto de 1929 por el piloto de pruebas Bolesław Orliński. En el primer vuelo, el borde de ataque del ala se distorsionó, pero Orliński salvó el avión y posiblemente todo el programa. A finales de 1929, después de las pruebas estáticas, el prototipo fue modificado y reforzado. En marzo de 1930, se hizo volar el segundo prototipo (P.1/II). Introdujo, entre otros cambios, una forma revisada de timón, similar a los siguientes cazas de Pulawski.
La construcción y concepto del P.1 se encontró con interés en todo el mundo. El segundo prototipo en junio de 1930 volado por el coronel J. Kossowski participó en el Concurso Internacional Aeronaves de Caza en Bucarest, compitiendo con los Bristol Bulldog , Fairey , Vickers, Dewoitine S-31, Morane-Saulnier MS.222, Fokker D-XVI , Letov Š-31 y Junkers K-47 , aviones de compañías que eran entonces los líderes mundiales. Consiguió en la clasificación general el 4.º lugar de siete competidores, pero ganó en 8 de 15 intentos por lo que PZL protestó, mostrando que los errores cometidos por el Comité de Competencia distorsionaron el resultado final.
El P.1 no paso de la fase de prototipo, porque se decidió que los cazas de la Fuerza Aérea de Polonia debían ser impulsados con un motor radial, producido bajo licencia en Polonia (en aquellos momentos se estaba negociando con la firma Bristol ). Como resultado de esta decisión, se produjeron los siguientes diseños de caza, basados en el P.1, comenzando con el PZL P.6. Se realizaron pruebas comparativas entre los cazas PZL P.1 y PWS-10 y los militares polacos se decidieron por solicitar 80 aviones PWS-10 , como o medida temporal, aduciendo que este tipo era el más adecuado para su entrada en producción inmediata, aunque en comparación con el avanzado P.1, el PWS-10 era un diseño más clásico, un monoplano de parasol de ala alta de construcción mixta. Sin embargo, se apreciaron las ventajas de sistema de ala Puławski y, el PZL P.1 fue considerado como una solución de futuro prometedora, pero, necesitado de más desarrollo, eso si, usando un motor radial. Esta decisión ha sido criticada por algunos autores modernos, ya que los motores radiales producen más resistencia, sin la ventaja de más potencia, y reducen la visibilidad desde la cabina. El propio Puławski esperaba una segunda oportunidad para construir aviones de combate equipados con motores en línea, y desarrolló el PZL P.8 en tal disposición en 1931.

## Descripción técnica
El PZL P.1 era un monoplano de ala alta totalmente metálico revestido de duraluminio . El fuselaje estaba construido a partir de un marco de duraluminio, rectangular en sección transversal. Ala de dos alas de forma trapezoidal, más delgada por el fuselaje, cubierta con una lámina de duraluminio tipo Wibault con borde, sostenida por dos puntales a cada lado. La cabina del piloto estaba abierta y provista de parabrisas. Dos tanques de combustible en las alas (400 l), un tren de rodaje fijo con patín trasero, motor en línea con un radiador de agua debajo del fuselaje y hélice bipala.

## Especificaciones técnicas (P.1/II)

### Características generales
- Carga: 462 kg
- Longitud: 6,98 m
- Envergadura: 10,85 m
- Altura: 2,96 m
- Superficie alar: 19,5 m²
- Peso vacío: 1118 kg
- Peso cargado: 1580 kg
- Planta motriz:  lineal V12 refrigerado por agua Hispano-Suiza 12Lb.
  - Potencia: 485 kW (650 HP; 659 CV) cada uno.

### Rendimiento
- Velocidad nunca excedida (Vne): 302 km/h
- Velocidad crucero (Vc): 250 km/h
- Velocidad de entrada en pérdida (Vs): 102 km/h
- Alcance: 600 km
- Techo de vuelo: 8000 m
- Régimen de ascenso: 6 m/seg
- Carga alar: 81 kg/m²

### Armamento
- Ametralladoras: 2× Vickers E 7,7 mm (previsto)